# Testudovolva pulchella
Testudovolva pulchella is een slakkensoort uit de familie van de Ovulidae. De wetenschappelijke naam van de soort is voor het eerst geldig gepubliceerd in 1874 door H. Adams.